# Christi Shake
Christi Shake (Baltimore, Maryland, 22 de agosto de 1980) es una modelo y actriz estadounidense que fue playmate de mayo de 2002 de la revista Playboy y apareció en varios videos playboy y ediciones especiales de la revista. Además participó en el reality show My Antonio en 2009.

## Apariciones en los números especiales de Playboy
- Playboy's College Girls marzo de 2001 - portada y páginas 4-7.
- Playboy's Wet & Wild diciembre de 2001.
- Playboy's Sexy 100 febrero de 2003.
- Playboy's Nude Playmates abril de 2003 - páginas 18-23.
- Playboy's Nude College Girls mayo de 2003.
- Playboy's Girlfriends agosto de 2003 - páginas 60-63.
- Playboy's Playmate Review Vol. 19 de agosto de 2003 - páginas 34-41.
- Playboy's Book of Lingerie Vol. 93 septiembre de 2003.
- Playboy's Nudes septiembre de 2003.
- Playboy's Playmates in Bed Vol. 7 de noviembre de 2003 - páginas 14-19.
- Playboy's Voluptuous Vixens Vol. 8 de noviembre de 2003.
- Playboy's Playmates in Bed Vol. 8 de diciembre de 2004 - Gen Nishino, páginas 86-91.
- Playboy's Playmates in Bed Vol. 9 de julio de 2005 - páginas 56-63.

## Filmografía
- Playboy Barefoot Beauties (2002)
- Playmate Video Calendar 2003
- Playboy Playmates in Bed (2002)
- Playboy Hot Lips, Hot Legs (2002)